# 史密斯鎮區 (阿肯色州達拉斯縣)
史密斯鎮區（英語：Smith Township）是位於美國阿肯色州達拉斯縣的一個行政鎮區。

## 地方資料
史密斯鎮區的面積為196.66平方千米，當中陸地面積為196.63平方千米，而水域面積為0.03平方千米。根據2010年美國人口普查的數據，當地共有人口169人，而人口密度為每平方千米0.86人。